# Lausitzer Allianz
La Lausitzer Allianz (en sorabe Luzicka Alianca selon deux versions : Łužiska Alianca – Łužyska Alianca), de son ancien nom Parti populaire sorabe (Serbska Ludowa Strona en sorabe, Wendische Volkspartei en allemand) est un parti politique allemand créé en 2005.
Il vise à représenter la minorité ethnolinguistique sorabe/wende de Saxe et du Brandebourg en Lusace. La minorité parlant le sorabe est évaluée à environ 60 000 personnes. Le parti est membre observateur de l'Alliance libre européenne.

## Historique
Le parti se veut le successeur du Parti populaire de Lusace (Lausitzer Volkspartei), créé en 1919, rebaptisé en 1924 Parti populaire wende (Wendische Volkspartei) et dissous par le régime nazi. Le PPS est créé le 26 mars 2005 à Cottbus et prend son nom actuel le 26 avril 2010.